# Sam-Rainsy-Partei

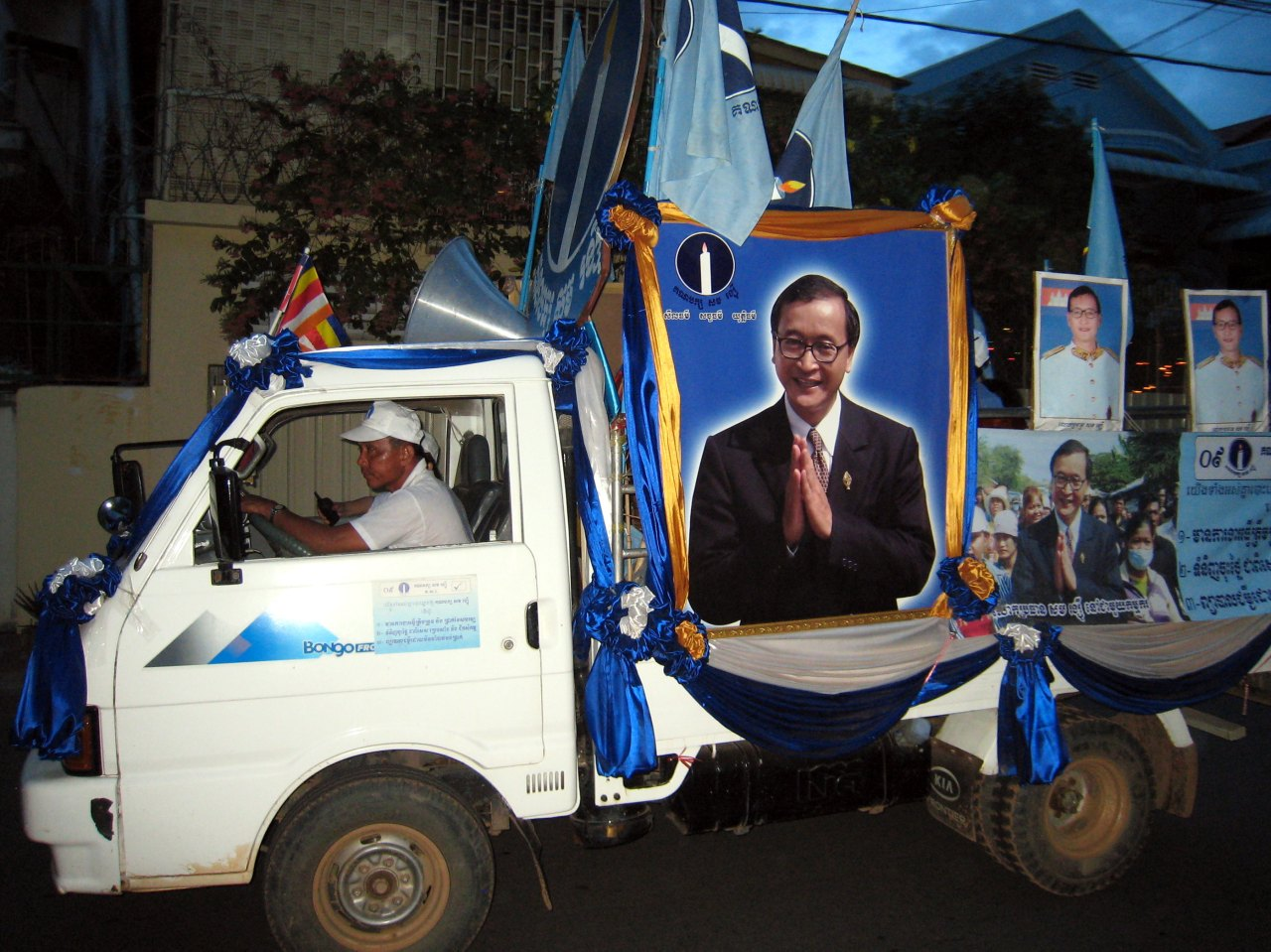
Wahlkampfveranstaltung des Parti de Sam Rainsy für die Wahlen im Jahr 2008

Die Sam-Rainsy-Partei (SRP, khm. Pak Sam Rainsy oder auch Kanakpak Som Raengsee, eng. Sam Rainsy Party, frz. Parti de Sam Rainsy) war eine liberale politische Partei in Kambodscha und war nach ihrem Vorsitzenden Sam Rainsy benannt. Sie wurde 1995 von diesem als Khmer-Nation-Partei (KNP) gegründet. 1998 wurde sie wegen Problemen mit der Zulassung zu den Wahlen zur kambodschanischen Nationalversammlung in Sam-Rainsy-Partei umbenannt. 
Die SRP war Mitglied des Rates asiatischer Liberaler und Demokraten. Zudem hatte sie einen Beobachterstatus in der Liberalen Internationale.
2009 ging die Partei ein Bündnis, den Mouvement démocratique pour le changement, mit der ebenfalls liberaldemokratischen Menschenrechtspartei ein. 2012 fusionierte die Partei mit der Menschenrechtspartei zur Nationalen Rettungspartei Kambodschas (Cambodia National Rescue Party, CNRP). Diese wurde im November 2017 wegen angeblicher Aufwiegelung zu Demonstrationen mit dem Ziel, die Regierung zu stürzen, vom Obersten Gericht Kambodschas aufgelöst.